# Evile
Evile – brytyjska grupa muzyczna założona w 2004 roku w Huddersfield (hrabstwo West Yorkshire) w Anglii. Zespół wykonuje thrash metal.

## Dyskografia
| Enter the Grave             | - Data: 27 sierpnia 2007 - Wydawca: Earache Records | —   |
| Infected Nations            | - Data: 21 września 2009 - Wydawca: Earache Records | —   |
| Five Serpent’s Teeth        | - Data: 26 września 2011 - Wydawca: Earache Records | 111 |
| Skull                       | - Data: 27 maja 2013 - Wydawca: Earache Records     | 126 |
| Hell Unleashed              | - Data: 30 kwietnia 2021 - Wydawca: Napalm          | 49  |
| "—" album nie był notowany. |                                                     |     |

## Nagrody i wyróżnienia
| Rok  | Kategoria                      | Tytułem  | Nagroda                         | Nota      | Źródło |
| ---- | ------------------------------ | -------- | ------------------------------- | --------- | ------ |
| 2008 | Incoming! Best Band            | Evile    | Metal Hammer Golden Gods Awards | Nominacja | [ 6 ]  |
| 2010 | Metal As Fuck                  | Evile    | Metal Hammer Golden Gods Awards | Laur      | [ 7 ]  |
| 2010 | Best UK Band                   | Evile    | Metal Hammer Golden Gods Awards | Nominacja | [ 8 ]  |
| 2012 | Dimebag Darrell Shredder Award | Ol Drake | Metal Hammer Golden Gods Awards | Nominacja | [ 9 ]  |